# Кремено (Леко)
Кремено (итал. Cremeno) је насеље у Италији у округу Леко, региону Ломбардија.
Према процени из 2011. у насељу је живело 663 становника. Насеље се налази на надморској висини од 777 м.

## Становништво
| 1931. | 1936. | 1951. | 1961. | 1971. | 1981. | 1991. | 2001. | 2011. |
| ----- | ----- | ----- | ----- | ----- | ----- | ----- | ----- | ----- |
| 763   | 726   | 655   | 685   | 745   | 810   | 879   | 1.014 | 1.438 |